# Bernac-Debat
Bernac-Debat é uma comuna francesa na região administrativa de Occitânia, no departamento dos Altos Pirenéus. Estende-se por uma área de 3,9 km², Em 2010 a comuna tinha 711 habitantes (densidade: 182,3 hab./km²)..